# Podnoszenie ciężarów na Letnich Igrzyskach Olimpijskich 1980
Podnoszenie ciężarów na Letnich Igrzyskach Olimpijskich 1980 w Moskwie odbyło się w dniach 20 - 30 lipca w hali Pałac Sportu Izmajłowo. W zawodach wzięło udział 172 sztangistów (tylko mężczyzn) z 39 krajów. W tabeli medalowej najlepsi okazali się reprezentanci ZSRR z pięcioma złotymi i trzema srebrnymi medalami. W programie olimpijskim po raz pierwszy pojawiła się dwie wagi ciężkie: I (do 100 kg) i II (do 110 kg). Zawody olimpijskie były jednocześnie 54. Mistrzostwami Świata w Podnoszeniu Ciężarów.

## Klasyfikacja medalowa
| Klasyfikacja medalowa | Klasyfikacja medalowa | Klasyfikacja medalowa | Klasyfikacja medalowa | Klasyfikacja medalowa | Klasyfikacja medalowa |
| --------------------- | --------------------- | --------------------- | --------------------- | --------------------- | --------------------- |
| Miejsce               | Reprezentacja         | Złoto                 | Srebro                | Brąz                  | Razem                 |
| 1.                    | ZSRR                  | 5                     | 3                     | 0                     | 8                     |
| 2.                    | Bułgaria              | 2                     | 4                     | 2                     | 8                     |
| 3.                    | Czechosłowacja        | 1                     | 0                     | 1                     | 2                     |
| 3.                    | Kuba                  | 1                     | 0                     | 1                     | 2                     |
| 3.                    | Węgry                 | 1                     | 0                     | 1                     | 2                     |
| 6.                    | NRD                   | 0                     | 2                     | 1                     | 3                     |
| 7.                    | Korea Północna        | 0                     | 1                     | 1                     | 2                     |
| 8.                    | Polska                | 0                     | 0                     | 3                     | 3                     |

## Medaliści zawodów
| Konkurencja                 | Złoto                | Wynik    | Srebro            | Wynik    | Brąz               | Wynik    |
| Waga musza (-52 kg)         | Kanybiek Osmonalijew | 245,0 kg | Ho Bong-chol      | 245,0 kg | Han Gyong-si       | 245,0 kg |
| Waga kogucia (-56 kg)       | Daniel Núñez         | 275,0 kg | Jurik Sarkisjan   | 275,0 kg | Tadeusz Dembończyk | 265,0 kg |
| Waga piórkowa (-60 kg)      | Wiktor Mazin         | 290,0 kg | Stefan Dimitrow   | 287,5 kg | Marek Seweryn      | 282,5 kg |
| Waga lekka (-67,5 kg)       | Janko Rusew          | 342,5 kg | Joachim Kunz      | 335,0 kg | Minczo Paszow      | 325,0 kg |
| Waga średnia (-75 kg)       | Asen Złatew          | 360,0 kg | Ołeksandr Perwij  | 357,5 kg | Nedełczo Kolew     | 345,0 kg |
| Waga lekkociężka (-82,5 kg) | Jurik Wartanian      | 400,0 kg | Błagoj Błagoew    | 372,5 kg | Dušan Poliačik     | 367,5 kg |
| Waga półciężka (-90 kg)     | Péter Baczakó        | 377,5 kg | Rumen Aleksandrow | 375,0 kg | Frank Mantek       | 370,0 kg |
| I waga ciężka (-100 kg)     | Ota Zaremba          | 395,0 kg | Igor Nikitin      | 392,5 kg | Alberto Blanco     | 385,0 kg |
| II waga ciężka (-110 kg)    | Leanid Taranienka    | 422,5 kg | Walentin Christow | 405,0 kg | György Szalai      | 390,0 kg |
| Waga superciężka (+110 kg)  | Sułtanbaj Rachmanow  | 440,0 kg | Jürgen Heuser     | 410,0 kg | Tadeusz Rutkowski  | 407,5 kg |